# طوابع البريد والتاريخ البريدي لنيوفاوندلاند

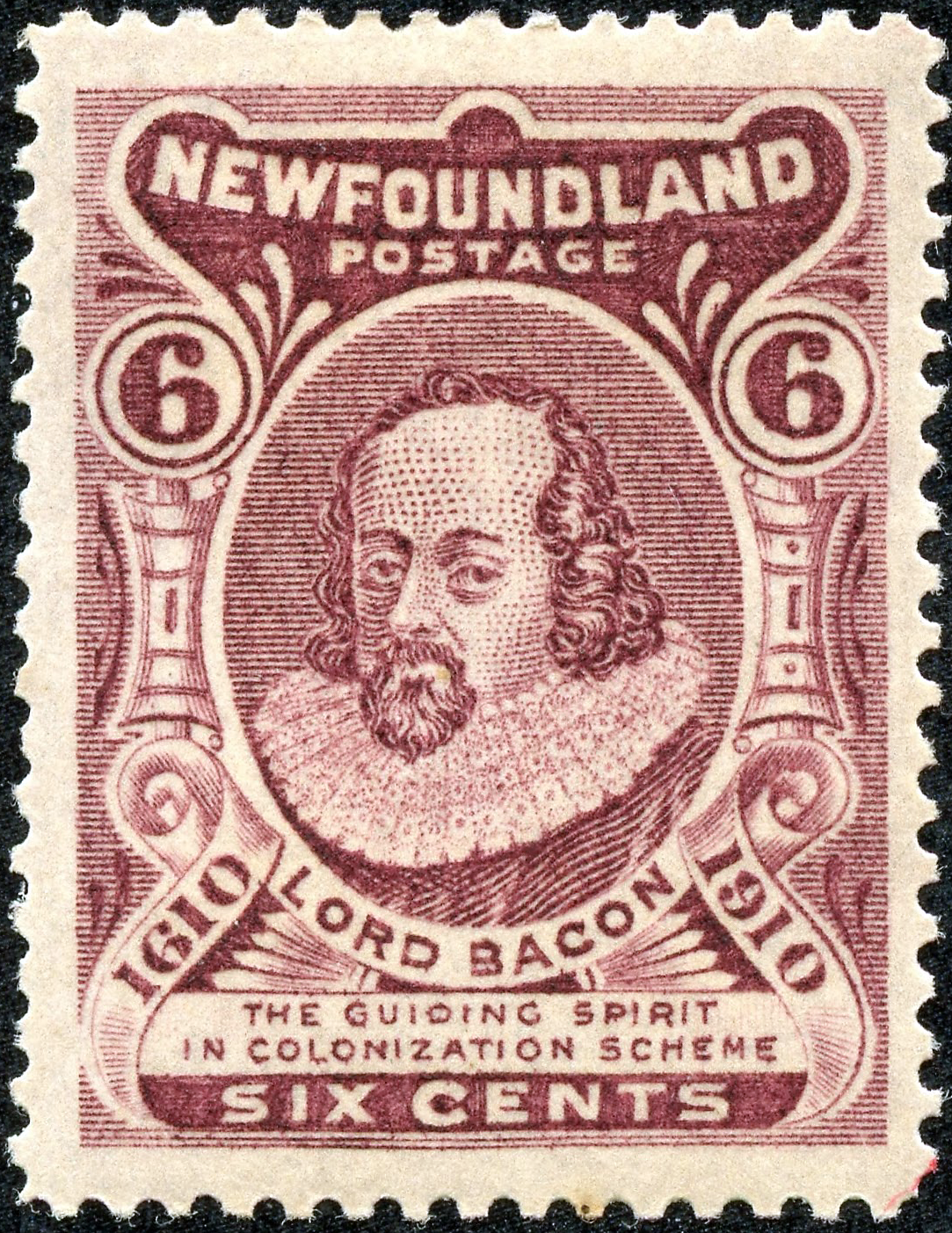
طابع بريدي من نيوفاوندلاند يعود لعام 1910

هذا مسح للطوابع البريدية والتاريخ البريدي لنيوفاوندلاند .
نيوفاوندلاند جزيرة كندية كبيرة تقع قبالة الساحل الشرقي لأمريكا الشمالية> وهي الجزء الأكثر اكتظاظًا بالسكان في مقاطعة نيوفاوندلاند ولابرادور الكندية. صدرت أول طوابع بريدية لدومينيون نيوفاوندلاند عام 1857. عندما انضمت نيوفاوندلاند إلى الاتحاد مع كندا عام 1949 توقفت المقاطعة الجديدة عن إصدار طوابعها الخاصة واعتمدت الطوابع المستخدمة بالفعل في بقية أنحاء كندا، مع أن إصدارات نيوفاوندلاند الحالية لا تزال صالحة للبريد. كانت نيوفاوندلاند مركزًا لمحاولات القيام بأول رحلات عبر المحيط الأطلسي وقد أنتجت العديد منها طوابع وأغلفة.

## الطيران عبر الأطلسي

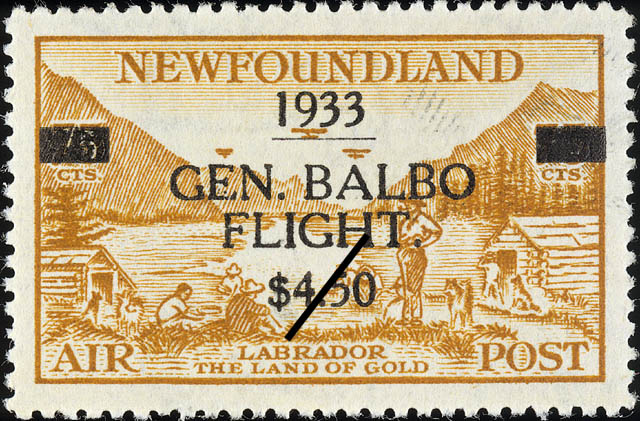
طابع بريد جوي من نيوفاوندلاند بقيمة 75 سنتًا مطبوع عليه لرحلة الجنرال بالبو في يوليو 1933

منذ عام 1913 عندما عرض اللورد نورثكليف جائزة قدرها 10000 جنيه إسترليني لأول عبور مباشر للمحيط الأطلسي على آلة أثقل من الهواء أصبحت نيوفاوندلاند مركزًا لمعظم المحاولات، ولا سيما الرحلة الناجحة التي قام بها ألكوك وبراون في عام 1919. حملت العديد من هذه المحاولات بريدًا مختومًا بطوابع نيوفاوندلاند المطبوعة خصيصًا لهذه المناسبة. كانت أول رحلة قام بها كندي من أمريكا الشمالية إلى إنجلترا في 9-10 أكتوبر عام 1930 في طائرة رايت بيلانكا دبليو بي-2 مابل ليف (المعروفة أيضًا باسم كولومبيا)، والتي أبحرت من ميناء جريس (هولندا) بواسطة الملازم الأمريكي هاري كونور. كانت هذه الرحلة ملحوظة لنقل البريد الذي يحمل طابعًا إضافيًا كطباعة تذكارية. في عام 1933 أصدر مكتب البريد مجموعة دائمة من أربعة طوابع بريد جوي وقد طُبعت عليها فئة 75 سنتًا لرحلة الجنرال بالبو بعد شهرين من إصدارها. :1,159

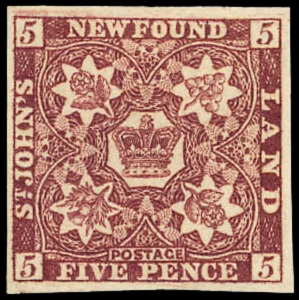
طابع بريدي بقيمة 5 بنسات يعود لعام 1860

## قراءة إضافية
- بوغز، وينثروب سميلي. طوابع البريد والتاريخ البريدي لنيوفاوندلاند. ١٩٤٢.

## الروابط الخارجية
- طوابع مزورة لنيوفاوندلاند
- نيوفاوندلاند المتخصصة